# Jogo de Cintura
Jogo de Cintura foi um programa de televisão brasileiro da TV TEM.
O programa aborda diversos temas que compõem o universo feminino, mas que na sua maioria são de interesse geral, como: saúde, moda, educação, comportamento, estética e culinária.
Com trinta minutos de duração, o programa conta também com quadros, como o "Quero Mudar" e "Um Toque".
Grande sucesso de público, o “Quero Mudar” recebe mensagens de milhares de pessoas pedindo uma transformação no seu visual ou em algum parente, ou ainda solicitando a mudança num ambiente de uma casa, escritório etc. Já "Um Toque" é o espaço onde os especialistas do programa dão suas dicas, como o que está na moda para o verão, receitas de dar água na boca, orientações de uma dermatologista sobre beleza e estética e ainda informações sobre psicologia.
O Programa já foi apresentado por Camila Caparroz até agosto de 2009.A partir de 5 de setembro de 2009 ele passou a ser apresentado por Simone Afonso.
A partir de 27 de fevereiro de 2010 o programa passa a ser apresentado por Danielle Borba. Em 27 de dezembro de 2014, o programa deixou a grade da emissora.